# Eugène Moetbeek
Eugène Moetbeek var en friidrottare från Belgien. Han deltog vid olympiska sommarspelen 1924.